# Istoria Transnistriei

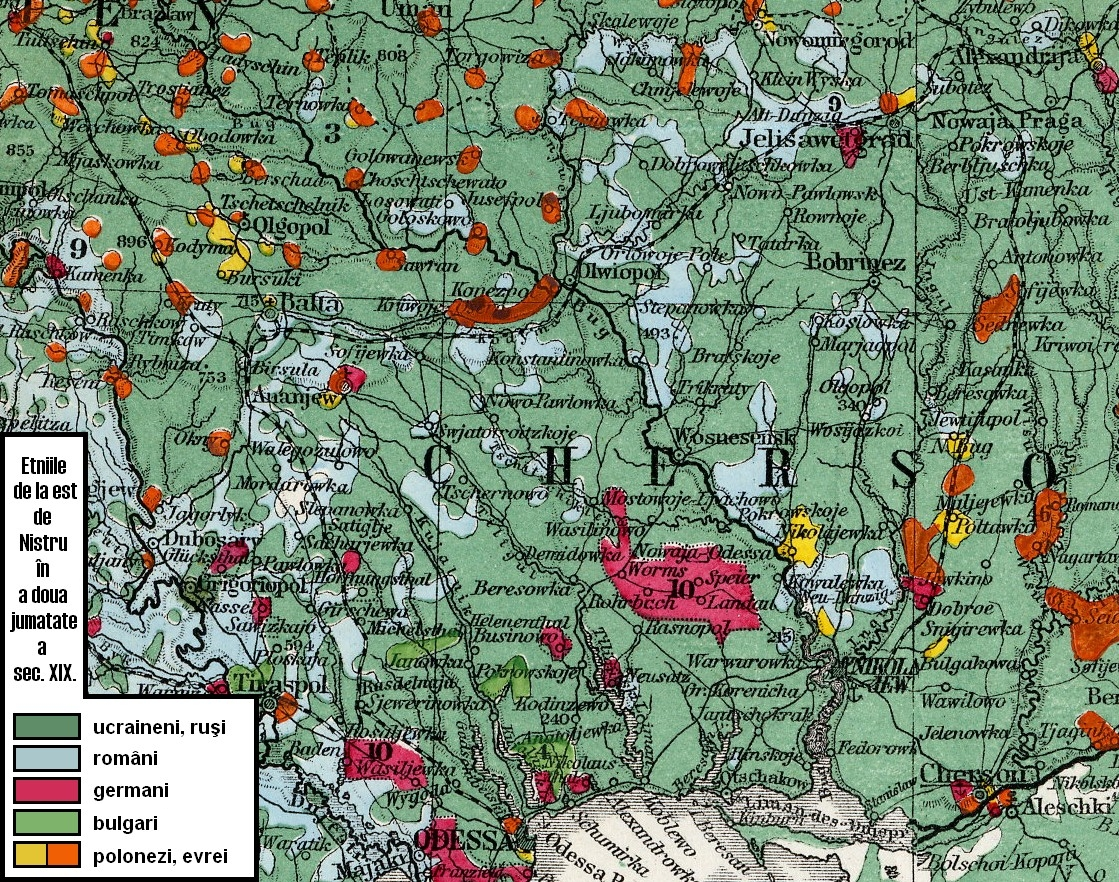
Hartă care arată prezența românilor, la est de Nistru în secolul al XIX-lea

Istoria Transnistriei pornește cu cele mai vechi timpuri, cunoscând următoarele etape principale:

## Epoca antică
Teritoriul de la est de Nistru a fost parte integrantă a spațiului geto-dac, fiind populat de tyrageți (geții de la Tyras), fiind între supușii lui Burebista care la gurile Bugului stăpânea Olbia. Ulterior acest spațiu a împărtășit evoluțiile istorice majore similare Daciei, precum procesul de romanizare. Mai târziu, în secolele VI - IX, confruntarea cu valurile succesive de populații migratoare nu a dus la eliminarea elementului romanic din regiune, dimpotrivă, la încheierea procesului de formare a poporului român și a limbii române, consecința în plan politic fiind apariția primelor formațiuni politico-teritoriale românești.

## Evul mediu

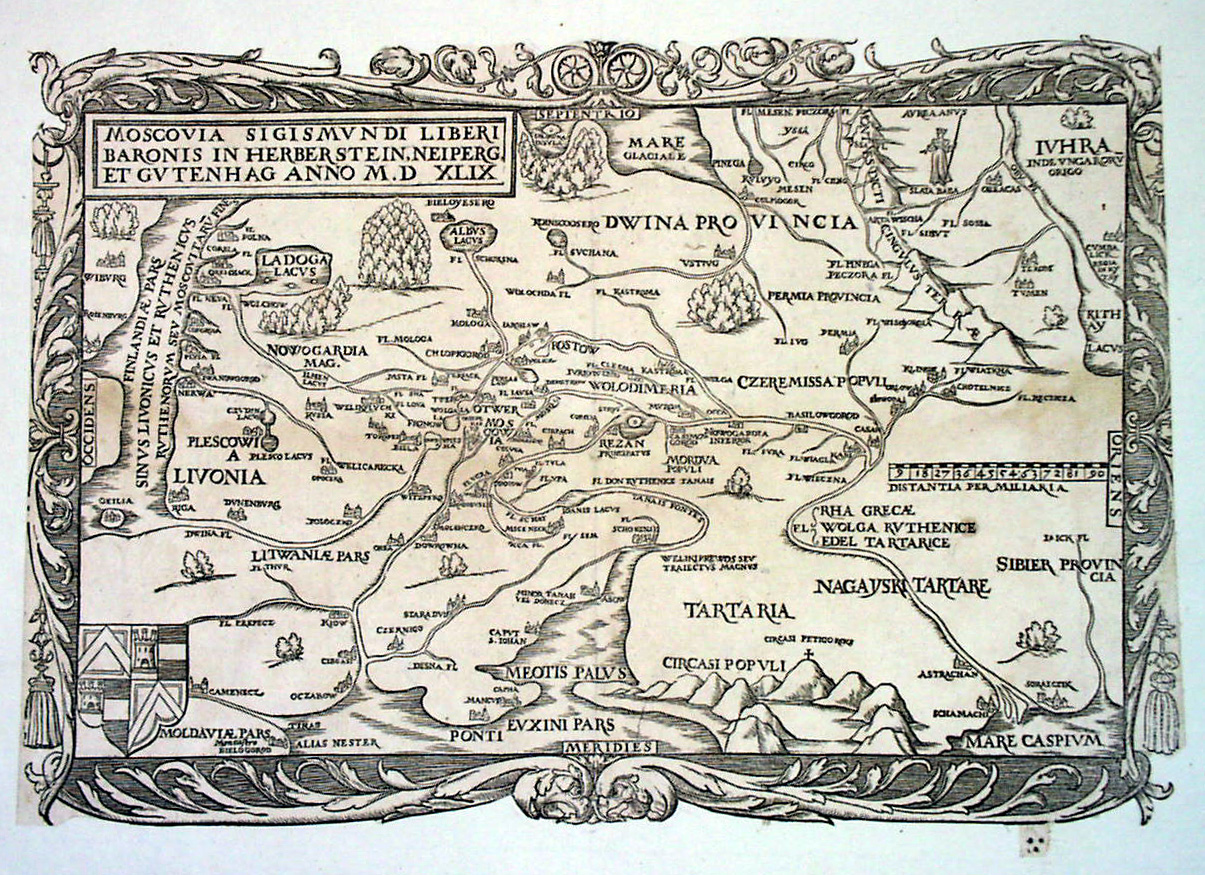
Hartă datând din 1549 a spațiului nord-pontic, inclusiv Transnistria (în colțul din stânga, jos)

În evul mediu, deși Nistrul devine hotar între statul Moldav și cel Polon, autoritatea domnilor de la răsărit de Carpați s-a făcut adesea simțită și la est de Nistru, mai ales în perioadele de tulburare a relațiilor dintre principalii actori de pe scena politică regională, precum Regatul Polono-Lituanian, Hanatul Crimeei, Imperiul Otoman.
La 25 mai 1455 orășenii din Cetatea Albă nemulțumiți de acțiunile piraterești ale genovezilor din cetatea Lerici de la gurile Niprului pun stăpânire pe această fortificație și îi trimit captivi domnitorului Petru Aron pe conducătorii cetății.
Podolia epocii lui Ștefan cel Mare este socotită de Nicolae Iorga ca aparținând "de fapt nimănui" deși succesiv ținuse nominal de hanii tătari și Marele Ducat al Lituaniei. Pe nesimțite s-a născut o Moldovă "nouă" dincolo de Nistru cu sate din ce în ce mai numeroase. Cetatea Lerici este ocupată de Moldova între 1455 - 1475.
În 1574, Ioan Vodă cel Viteaz pomenea de "țara noastră a Moldovei de dincolo de Nistru", ca în 1602 boierii să vorbească de neamurile lor de peste Nistru, Gheorghe Duca devine la 1681 "Despot al Moldovei și Ucrainei" împlinind pe lângă rolul de domnitor al Moldovei și rostul de hatman și administrator al Ucrainei, unde în vremea aceasta se vor scrie și acte redactate în românește.
Importantele centre ale Transnistriei în acea perioadă erau Movilăul, Dubăsari, Silibria, Iampol, Jaruga, Rașcov, Vasilcău. În noua oblastie formată de ruși la Oceac (la a cărei construcție Petru Șchiopul participase cu 15.000 salahori și 3.000 care) au primit în secolul XVIII pământuri boierii: Cantacuzino, Rosetti, Catargiu, Badiul, Sturza, Manuil, Macaresu, Cucu, Boian, Iliescu, Sabău, Cananău, Crăciun, Pascal, Hagilă, Săcară, Nicoriță, Ghenadie, Dodon, Zurucilă etc. Cetatea a fost cerută de Mihai Viteazul la 1600 și apărea încă de pe atunci, ca fiind unul din orașele Moldovei.

## Epoca modernă
Transnistria este în cele din urmă ocupată de ruși la 1792, în urma războiului Ruso-Austro-Turc din 1787–1792. Într-un recensământ din 1793, între Nistru și Bug din 67 de sate, 49 erau exclusiv românești.
În 1796 la Dubăsari or Movilău s-a tipărit primul volum de versuri în limba română (versuri originale și traduceri de I. Cantacuzino). În 1799 rusul Pavel Sumarcov notează că în Ovidiopol, Tiraspol, Grigoriopol, Dubăsari, Mălăiești majoritatea locuitorilor sunt moldoveni.

## Epoca contemporană

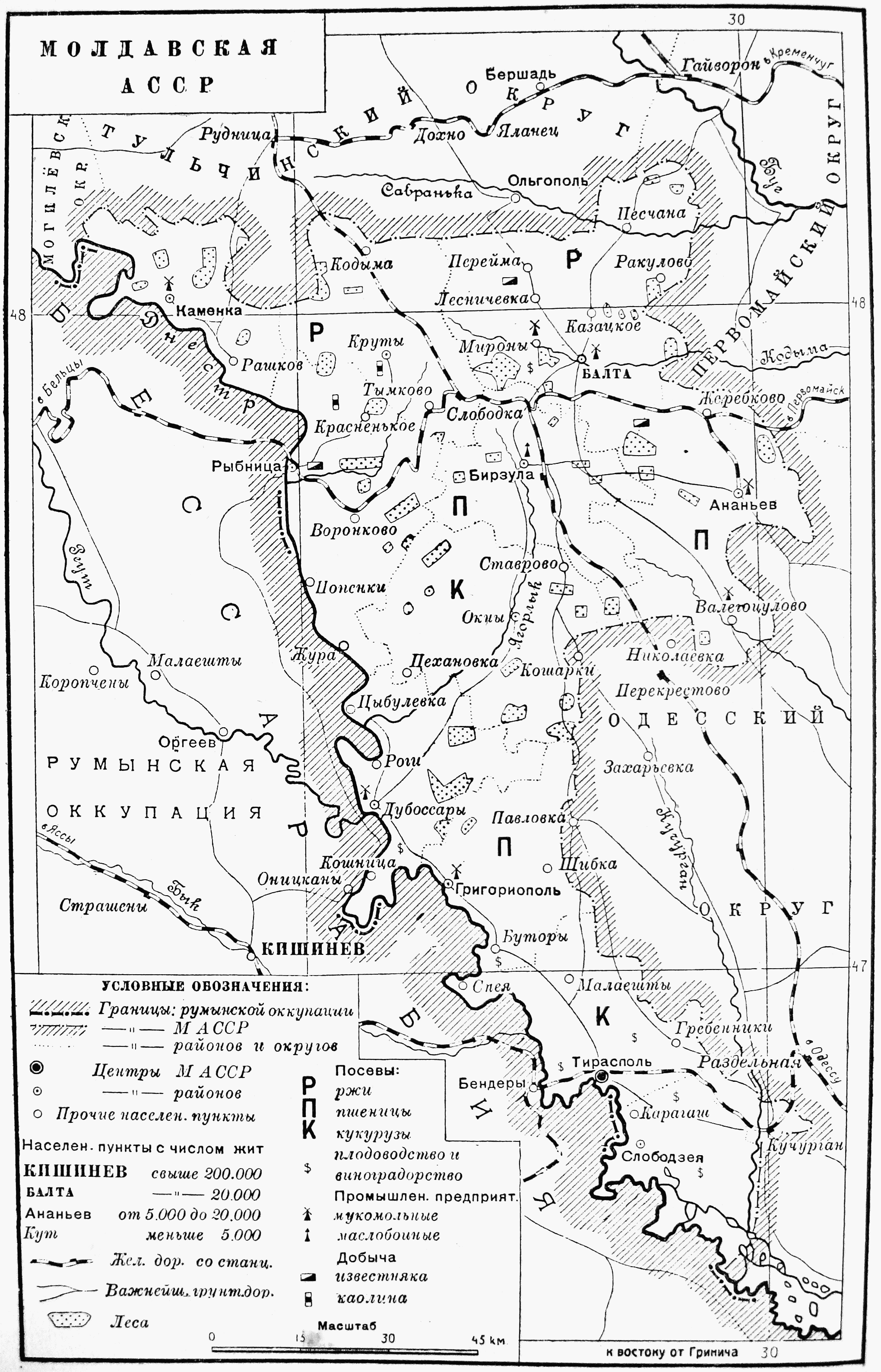
RASS Moldovenească

Între 1909 și 1913 ieromonahul Inochentie Levizor a condus în Transnistria la Balta o „mișcare” pentru reintroducerea limbii române în biserică. Zeci de mii de moldoveni veneau în pelerinaj la Balta unde li se vorbea și li se împărțeau gazete în limba lor. Apărat de țărani (60 vor cădea uciși), Inochentie este ridicat de cazaci și închis. Autoritățile vor permite însă folosirea limbii române în biserici.
În Sfatul Țării creat la Chișinău la 21 noiembrie 1917, zece locuri erau prevăzute pentru moldovenii din stînga Nistrului. Evoluțiile politice ulterioare au dus însă la crearea în stînga Nistrului, de către sovietici, a unei republici sovietice ce avea drept scop extinderea "revoluției proletare" în România și în țările balcanice.
La 17 decembrie 1917 s-a organizat un congres al românilor transnistrieni/moldoveni la Tiraspol precedat fiind de adunări pregătitoare la Tiraspol în 16 noiembrie și Grigoriopol în 21 noiembrie hotărându-se ca fiecare sat să trimită doi delegați.
În 9 ianuarie 1918 Ion Precul, moldovean din stânga Nistrului în calitate de deputat în Rada ucraineană ia cuvântul și cere drepturi egale pentru compatrioții lui. Se preconiza un congres general al românilor din Ucraina în iunie 1918 dar abia în decembrie 1919 la o Adunare națională au cerut organizarea lor într-un stat național. La 21 martie 1919, în urmărirea bandelor bolșevice, românii trec Nistrul și ocupă pentru scurt timp Tiraspolul și Razdelna.
După declarația din 3 august 1923 a Guvernului Sovietic privind naționalitățile și libera folosire a limbii materne și ca urmare a tendințelor hotărâte de ucrainizare, la 3 septembrie se întrunesc la Balta delegații satelor românești. Ucrainienii au făcut opoziție la organizarea unei republici autonome.
Și totuși în 12 octombrie 1924 se creează Republica Autonomă Socialistă Sovietică Moldovenească în cadrul RSS Ucrainene, capitală fiind Balta, iar din 1929 Tiraspolul cu granița vestică fixată declarativ pe Prut. La Balta în aprilie 1925 Congresul Pan-Moldovenesc a fixat granițele și Constituția recunoscută de ucrainieni la 10 mai.
În 1933 se introduce alfabetul latin. Apar publicații cum ar fi: "Plugarul roșu", "Comsomolistul Moldovei", "Moldova literară", "Octombrie", "Scânteia leninistă". Mai existau stație radio la Tiraspol, Corul de Stat "Doina", teatrul de stat și secție română la Școala teatrală din Odesa, institut de cercetări științifice și tânăra republică avea un Congres General al Sovietelor, parlament local, guvern și chiar un președinte de republică.
În 1937 însă, intelectualitatea din RASSM a fost acuzată că a făcut jocul dușmanului de clasă și exterminată. Începând cu întregul guvern al republicii și terminând cu inimoșii scriitori transnistrieni între care: Nicolae Smochină, Toader Mălai, Nicolae Țurcanu, Simion Dumitrescu, Petre Chioru, Mihai Andreescu, Mitrea Marcu, Alexandru Caftanachi, Iacob Doibani, Ion Corcin, Dumitru Bătrâncea, Nistor Cabac. Atrocitățile staliniste au mers până acolo încât în satul lui Toma Jalbă (actualmente Butor, Stînga Nistrului, Republica Moldova) au fost împușcați 167 bărbați din cei 168.

Harta etnică a României în 1941 la nivelul județelor

La 22 iulie 1940 Mihail Greciuha a cerut ca Ucrainei să-i revină pe lângă Bucovina de Nord, Hotin, Cetatea Albă, Chilia, Ismail și Bolgrad, încă opt din raioanele RASSM (Codâma, Balta, Pesciana, Ananiev, Valea Hoțului, Ocna Roșie, Cerneansc și Bârzula). Deși în urma analizării propunerilor Ucrainei și RASSM, Aleksandr Gorkin, secretar al prezidiului Sovietului Suprem propunea lui Gheorghi Malenkov secretar al CC al PCUS să se adopte varianta RASSM, în 2 august 1940 Sovietul Suprem a adoptat legea formării RSSM în varianta propusă de Ucraina.
În timpul celui de-al Doilea Război Mondial, între 19 august 1941 și 29 ianuarie 1944, România a avut sub administrație temporară "Transnistria" ce se întindea între Nistru și Bugul de până la limanul Niprului, iar în nord până la apa Niomjăi și a Rovului. Teritoriul în suprafață de 44.000 km2 și o populație de 1,2 millioane locuitori a fost împărțit în 13 județe: Ananiev, Balta, Berezovca, Dubăsari, Golta, Jugastru, Movilău, Oceac, Odessa, Ovidiopol, Râbnița, Tiraspol și Tulcin. În vederea deschiderii școlilor la 1941, primarii urmau să consulte imediat obștile locale spre a stabili limba de predare a învățământului (rusă sau moldovenească) după alegerea obștei.
În 1944 odată cu înaintarea frontului, cea mai mare parte a Transnistriei a fost încorporată în RSS Ucraineană, iar raioanele Camenca, Râbnița, Dubăsari, Grigoriopol, Tiraspol, Slobozia în componența RSS Moldovenești, situație existentă și în prezent.

## Prezent

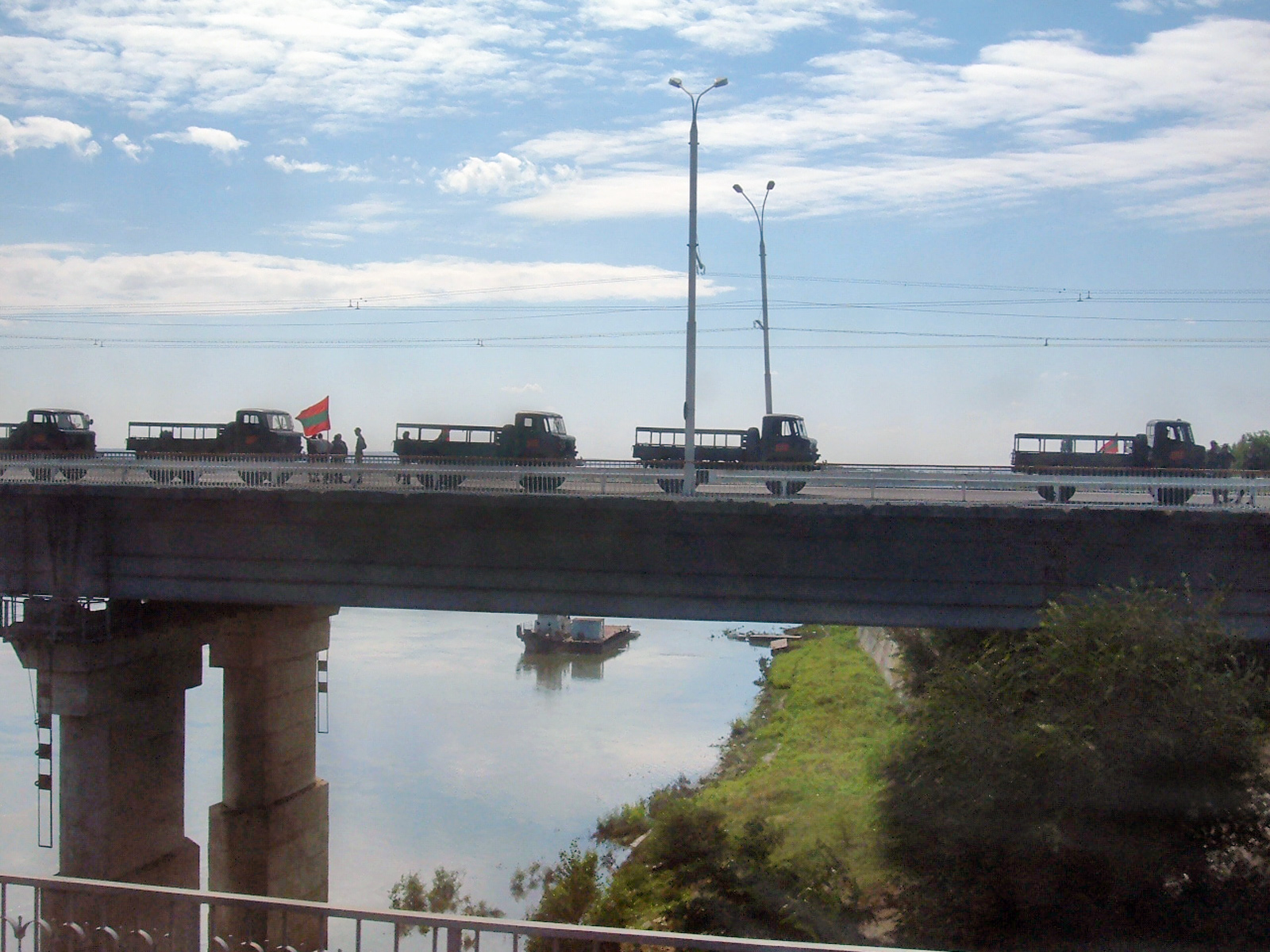
Vehicule ale armatei separatiste traversând podul dintre Tiraspol și Tighina

Urmare a destrămării Uniunii Sovietice pe 2 septembrie 1990 a fost proclamată Republica Moldovenească Nistreană. La 25 august 1991 Sovietul suprem al RMN a adoptat declarația de independență a noii republici. Pe 27 august 1991 Parlamentul Republicii Moldova a adoptat Declarația de Independență a Republicii Moldova, al cărei teritoriu cuprindea și raioanele din stânga Nistrului. Parlamentul moldovenesc a cerut guvernului URSS "să înceapă negocierile cu guvernul moldovenesc cu privire la ocupația ilegală a Republicii Moldova și retragerea trupelor sovietice de pe teritoriul moldovenesc".
După ce Moldova a primit statul de membru al ONU (2 martie 1992), președintele moldovean Mircea Snegur a autorizat o intervenție militară împotriva forțelor rebele care atacaseră posturi de poliție loiale Chișinăului de pe malul estic al Nistrului. Rebelii, ajutați de trupele sovietice, și-au consolidat controlul peste cea mai mare parte din zona disputată. 
La 21 iulie 1992 Republica Moldova și Federația Rusă au semnată o așa numită Convenție cu privire la principiile reglementării pașnice a conflictului armat din zona nistreană a Republicii Moldova.
Chiar și după încetarea focului, Rusia a continuat să ofere regimului separatist sprijin militar, politic și economic, permițându-i să supraviețuiască și conferindu-i un anumit grad de autonomie vis-à-vis de Moldova, care continuă până în prezent.